# (4774) Hobetsu
(4774) Hobetsu est un astéroïde de la ceinture principale.

## Description
(4774) Hobetsu est un astéroïde de la ceinture principale. Il fut découvert le 14 février 1991 à Kushiro par Seiji Ueda et Hiroshi Kaneda. Il présente une orbite caractérisée par un demi-grand axe de 2,24 UA, une excentricité de 0,09 et une inclinaison de 3,6° par rapport à l'écliptique.

## Compléments